# 珂絲坦·拉森
珂絲坦·拉森（丹麥語：Kirsten Larsen，1962年3月14日—），已退役丹麥女子羽球運動員。

## 生涯
珂絲坦·拉森為單打選手，曾贏得1988年歐洲羽毛球錦標賽冠軍，並於1986年至1988年連獲3屆台北名人賽冠軍。

## 外部連結
- 珂絲坦·拉森簡介，Badminton.dk網站